# Fausto Andrelini
Fausto Andrelini (Forlì, 1462 circa – Parigi, 1519) è stato un umanista italiano, conosciuto anche come Publio Fausto Andrelini.

## Biografia
Laureato in diritto canonico all'Università di Bologna, dove l'amicizia con Nestore Malvezzi gli procurò, nei primi anni ottanta del XV secolo, il posto di segretario di Ludovico Gonzaga, vescovo di Mantova residente a Roma. Qui entrò nell'Accademia Romana di Pomponio Leto, premise al suo nome Fausto quello di Publio, e si fece notare per la qualità dei suoi versi latini. Nella sua città ebbe modo di conoscere l'umanista Antonio Urceo Codro, che allora insegnava a Forlì.
Giovanissimo, ricevette all'età di 22 anni la laurea poetica nel 1484 a Roma; nel giugno dello stesso anno seguì il vescovo Gonzaga a Bracciano, sfuggendo così all'epidemia di peste che imperversava a Roma. Fu poi a Mantova: qui nel 1488 lasciò il servizio da Ludovico Gonzaga, che lo segnalò presso il conte Gilbert de Montpensier, che viveva in Francia con la moglie Chiara Gonzaga, nipote di Ludovico. Alla fine di quello stesso anno l'Andrelini si trasferì in Francia, stabilendosi però a Parigi, dove il 5 settembre 1489 ottenne d'insegnare lettere latine.
Fu coinvolto in liti, per motivi di rivalità e di gelosia, con altri umanisti italiani che insegnavano a Parigi: prima con Cornelio Vitelli, che fu costretto a lasciare Parigi per l'Inghilterra, poi con Girolamo Balbi, che lo accusò di essere un eretico, costringendolo a lasciare la capitale per Poitiers e poi per Tolosa. Andrelini preparò il suo ritorno nella capitale francese appoggiandosi ai personaggi più influenti. Al cancelliere Guillaume de Rochefort dedicò la Livia (nome caro ai forlivesi, visto che è uno degli antichi nomi di Forlì, Forum Livii in latino), una raccolta di poesie latine d'amore composte in Italia quasi dieci anni prima, facendole pubblicare a Parigi nel 1490; compose alla fine del 1491 un'egloga celebrativa del matrimonio di Carlo VIII con Anna di Bretagna, e mantenne buoni rapporti con l'importante umanista Robert Gaguin. Nel 1493 tornò così a Parigi, mentre se ne allontanava il Balbi, contro il quale l'Anderlini indirizzò l'egloga De fuga Balbi, dedicata al Gaguin.
Nel 1494 dedicò elegie latine d'ispirazione religiosa all'ambasciatore inglese Thomas Ward, e nel 1496 pubblicò due libri di esametri a re Carlo VIII, nei quali esaltava come una vittoria francese la battaglia di Fornovo, guadagnandosi una pensione e il titolo di poeta regio. Ancora nel 1496 dedicò al grande umanista Guillaume Budé il De influentia siderum, poemetto nel quale l'Andrelini nega che le stelle influenzino il destino degli uomini, ma sostiene che ne determinino il carattere. Dopo la Querela Parisiensis pavimenti, una denuncia della sporcizia delle strade parigine, nel 1497 apparve il De moralibus et intellectualibus virtutibus, dedicato al presidente del Parlamento di Parigi Pierre de Cothardy e al cancelliere e cardinale Guillaume Briçonnet.
Andrelini, che a Parigi strinse un'amicizia anche con Erasmo da Rotterdam, con cui poi si mantenne in contatto epistolare, celebrò le imprese italiane del nuovo re Luigi XII con la De captivitate Ludovici Sphortiae del 1500 e con la De secunda victoria Neapolitana del 1502 e ne fu ricompensato con la concessione della cittadinanza francese. Del 1503 sono i De gestis Legati, che celebrano il cardinale Georges d'Amboise. Del 1508 sono le Epistolae proverbiales et morales, lettere latine redatte per i propri studenti come canoni retorici ed esempi di stile classico, mentre nel 1509 compose la De regia in Genuenses victoria, celebrante la conquista di Genova da parte dell'esercito di Luigi XII.
Degli ultimi anni sono gli epigrammi dell'Hecatodistichon e l'Ecloga moralissima, dedicata a Luigi XII, i religiosi Pia et emuncta opuscula, la celebrazione del matrimonio tra il futuro re Francesco I e Claudia di Francia, e un panegirico e un compianto della defunta regina Anna di Bretagna.

## Opere
- Livia sive amorum libri quattuor, 1490
- Ad Guidonem Rupefortem
- Elegiae, 1494
- De fuga Balbi ex urbe Parisia, 1496
- De Neapolitana Fornoviensique victoria, 1496
- De influentia siderum, 1496
- Querela Parisiensis pavimenti, 1496
- Carmen panegyricum ad Carolum Francorum regem, 1497
- Bucolica, 1497
- De moralibus et intellectualibus virtutibus, 1497
- De obitu Caroli octavi deploratio, 1500
- De Cancellarii ingressu in urbe Parrhisia, 1500
- De captivitate Ludovici Sphortiae, 1500
- De secunda victoria Neapolitana, 1502
- Ad sanctam Eucharistiam carmen, 1502
- De Virgine Christum crucifixum in gremio suo deflente carmen, 1502
- De gestis Legati, 1503
- Deploratio de morte Petri Coardi, 1505
- Epistolae proverbiales et morales, 1508
- De regia in Genuenses victoria libri tres, 1509
- Epistola in qua Anna gloriosissima Francorum regina exhortatur maritum regem Ludovicum duodecimum ut expectatum in Galliam adventum maturet posteaquam de prostratis a se Venetis triumphavit, 1510
- Ecloga moralissima, 1512
- Hecatodistichon, 1512
- Pia et emuncta opuscula, 1513
- Epithalamium Fausti de Claudia regia et Francisco Valesiorum duce, 1514
- In Annam Francorum reginam panaegyricon, 1515
- Praefactiones duae, altera de vivente altera de mortua Anna Francorum regina, 1517
- De pacifica successione
- Publii Fausti Andrelini, Foroliviensis, clarissimi poetae laureati ad litteratissimum Robertum Guaguinum, Divi Maturini Parisiensis ministrum bene merentem carmen[3]